# Polska Macierz Szkolna w Wielkiej Brytanii
Polska Macierz Szkolna w Wielkiej Brytanii (The Polish Educational Society) – polska organizacja kulturalno-oświatowa istniejąca od 1953 r.

## Powstanie organizacji
Organizacja powstała z inicjatywy generała Władysław Andersa, który spowodował powstanie komitetu organizacyjnego, w skład którego weszli: Tadeusz Brzeski, Władysław Donigiewicz, Tadeusz Drwęski, Mieczysław Giergielewicz, Bronisław Hełczyński, Władysław Kański, Stanisław Szydłowski, Karol Poznański oraz księża Bronisław Michalski i Infułat Władysław Staniszewski. Komitet zwołał na 14 maja 1953 r. w Londynie zebranie polityków polskich i działaczy oświatowych. Zebrani postanowili utworzyć stowarzyszenie pod nazwą Polska Macierz Szkolna Zagranicą. Na kolejnym zebraniu, które odbyło się 28 maja 1953 roku, po dość ożywionej dyskusji ustalono statut Polskiej Macierzy Szkolnej oraz przystąpiono do wyboru władz. Ustalono skład Rady PMS. Przewodniczącym został generał Anders, zastępcami przewodniczącego – Tadeusz Brzeski i Mieczysław Giergielewicz, a sekretarzem – Leszek Rybicki. W skład pierwszego Zarządu Głównego zostali wybrani: prezes – Władysław Donigiewicz, wiceprezesi – Władysław Kański i profesor Bronisław Hełczyński, sekretarz – Tadeusz Borowiecki, skarbnik – Adam Gaś. Członkami zostali: Henryk Archutowski, ksiądz Włodzimierz Cieński, Michał Goławski, Feliks Jaworski, Mira Małachowska, Adam Szczypiorski, Stanisław Szydłowski, Alina Wierzbiańska. Organizacja miała być apolityczna a jej głównym celem miało być: „Utrzymanie i pogłębienie świadomości religijnej i narodowej wśród ogółu Polaków, przede wszystkim zaś wśród dzieci i młodzieży, wychowanie młodego pokolenia w duchu wiary ojców, tradycji i kultury narodowej oraz wierności dla sprawy Niepodległości i Wolności Rzeczypospolitej Polskiej”. Na zabraniu założycielskim, oprócz wybrania zarządu i zatwierdzenia statutu ustalono nazwę organizacji.

## Działalność
Polska Macierz Szkolna stała się jedną z ważnych organizacji oświatowych na emigracji. Tworzyła szkoły, biblioteki, wydawała książki, czasopisma i broszury oświatowe, organizowała działalność polskich szkół sobotnich w Wielkiej Brytanii. Rozpoczęła konferencje i szkolenia dla nauczycieli polskich szkół sobotnich. Od 1993 roku prowadzi polską księgarnię w Londynie, zaopatrującej szkoły w podręczniki szkolne sprowadzane z Polski oraz wydawane za granicą przez PMS, a także pomoce naukowe, czasopisma polskie i polonijne oraz polskie rękodzieło. Prezesami organizacji byli kolejno: Władysław Kański (1955–1971), Michał Goławski (1971-1974), Ryszard Gabrielczyk (1974-1999), Aleksandra Podhorodecka (1999-2016).
Według Statutu celem organizacji jest: „edukacja dzieci i młodzieży w wieku od 5 do 25 lat na terenie Zjednoczonego Królestwa i poza jego terenem w dziedzinie języka polskiego, historii i kultury narodowej oraz wartości i tradycji chrześcijańskich” Cel ten PMS realizuje przez zakładanie i prowadzenia polskich szkół sobotnich oraz doradztwo w tym zakresie. Oferuje pomoc merytoryczną w zarządzaniu placówkami i prowadzi działania zmierzające do podnoszenia kwalifikacji nauczycieli. Grupuje osoby zaangażowane w edukację języka polskiego i polskiej kultury w Wielkiej Brytanii.
Prezeską stowarzyszenia jest Krystyna Olliffe, poza nią do Zarządu stowarzyszenia wchodzą: cztery wiceprezeski: Małgorzata Lasocka, Antonina Machowska, Halina Stochnioł, Elżbieta Wojciechowicz i sekretarz – Marek Jakubowski. PMS prowadzi ponad 130 polskich szkół sobotnich w Anglii, Walii, Irlandii Północnej i Szkocji. Prowadzi także Centrum Egzaminacyjne, umożliwiające zdawanie egzaminów GCSE i A-Level z języka polskiego jako obcego.